# Anjali Devi

Anjali Devi bei einem Auftritt als Bharatanatyam-Tänzerin

Anjali Devi (Telugu: అంజలీదేవి; * 24. August 1927 in Peddapuram; † 13. Januar 2014 in Chennai, Tamil Nadu) war eine südindische Schauspielerin und Filmproduzentin. Sie spielte im Telugu-Film, tamilischen Film und Hindi-Film.

## Leben
Die als Anjani Kumari in Peddapuram im Distrikt East Godavari geborene Schauspielerin hatte ihr Bühnendebüt im Alter von 10 Jahren unter ihrem späteren Ehemann, dem Komponisten Adi Narayana Rao. Er lehrte sie Musik und Tanz. Mit dem Bühnenensemble „Young Men’s Happy Club“ trat sie in den Stücken Srinivasa Kalyanam und Premavijayam sowie in Tanz-Shows auf.
Ihr Filmdebüt hatte sie 1947 in C. Pullaiahs Telugu-Film Gollabhama in der Rolle eines Vamps. Der Regisseur gab ihr den Namen Anjali Devi, unter dem sie fortan auftrat. Das Image der Verführerin bediente sie auch in weiteren frühen Filmen ihrer Karriere, darunter in G. Balaramaiahs Balaraju (1948), Keelugurram (1949), R. Padmanabhans Raksharekha (1949) und T. R. Sundarams Sarvadhikari (1951). Häufig stand sie unter der Regie von V. Raghavaiah vor der Kamera, so in den Erfolgsfilmen Swapna Sundari (1950), Anarkali (1955) und Suvarna Sundari (1957). Sie gehörte insbesondere in den 1950er Jahren zu den führenden Darstellerinnen des Telugu- und tamilischen Films und trat neben den männlichen Stars beider Filmindustrien A. Nageswara Rao, N. T. Rama Rao, M. G. Ramachandran und Gemini Ganesan auf. Weitere bedeutende Filme ihrer Karriere waren T. R. Raghunaths Kanavane Kan Kanda Daivam (1955), P. Neelakantans Chakravarthi Thirumagal (1957) und Lavakusa (1963) von C. Pullaiah und seinem Sohn  C. Srinivasa Rao.
Gemeinsam mit ihrem Ehemann Adi Narayana Rao gründete Anjali Devi 1951 die Filmproduktionsgesellschaft Anjali Pictures, deren erste Produktion L. V. Prasads Versionenfilm Poongothai/Pardesi (1953) wurde.

## Filmografie (Auswahl)
- 1947: Gollabhama [Telugu]
- 1948: Balaraju [Telugu]
- 1949: Raksharekha [Telugu]
- 1949: Keelugurram [Telugu]/Maya Kudhirai [Tamilisch]
- 1950: Swapna Sundari [Telugu/Tamilisch]
- 1951: Nirdoshi [Telugu]/Niraparadhi [Tamilisch]
- 1951: Sarvadhikari [Tamilisch]
- 1951: Marmayogi [Tamilisch]/Ek Tha Raja [Hindi]
- 1952: Pedaraitu [Telugu]
- 1953: Pakkinti Ammayi [Telugu]
- 1953: Poongothai [Talisch]/Pardesi [Telugu]
- 1954: Sorgavasal [Tamilisch]
- 1954: Ratha Pasam [Tamilisch]
- 1955: Anarkali [Tamilisch/Telugu]
- 1955: Kanavane Kan Kanda Daivam [Tamilisch]
- 1955: Mudhal Thedi [Tamilisch]
- 1957: Suvarna Sundari [Telugu]/Manalane Mangayin Bhagyam [Tamilisch]
- 1957: Chakravarthi Thirumagal [Tamilisch]
- 1958: Chenchulakshi [Telugu/Tamilisch]
- 1959: Jayabheri [Telugu]
- 1960: The Creation of Woman [Englisch]
- 1963: Lavakusa [Telugu/Tamilisch]
- 1966: Rangula Ratnam [Telugu]
- 1972: Tata Manavadu [Telugu]
- 1992: Brindavanamu [Telugu]